# Albericus swanhildae
Albericus swanhildae là một loài ếch trong họ Nhái bầu. Chúng là loài đặc hữu của Papua New Guinea.
Môi trường sống tự nhiên của chúng là các khu rừng vùng núi ẩm nhiệt đới hoặc cận nhiệt đới.